# Берестейська братська школа
Берестейська братська школа — навчальний заклад, організований Берестейським братством.

## При Микільському братстві
Створена 1591 при Миколаївській церкві для «навчання письма грецького і руського». У школі викладав Л. Зизаній. За рівнем викладання відрізнялась од звичайної церковної школи. За словами Петра Аркудія вона була «немов семінарією, заснованою на зразок тих, що їх затвердив патріарх Єремія» (тобто Львівської і Віленської братських шкіл). 26.06.1597 передана за вказівкою короля уніатам. Вона стала першою уніатською школою. На чолі Берестейської уніатської школи став П. Аркудій. Передбачалося, що діти з бідних родин зможуть навчатися безкоштовно. Проіснувала незначний період часу. Православна школа у подальші роки в Бересті діяла нелегально.

## При Колядинському братстві
1641 кор. Владислав IV дозволив православним легалізувати братську школу при церкві Народження Богоматері (Коляди Богоматері), відтоді школа звалася Колядною. 1644 спудеї католицького колегіуму вчинили напад на братську школу в Бересті, били і знущалися з її учнів і вчителів. Про бешкет було складено протестацію на ім’я короля.